# 용현면
용현면(龍見面)은 대한민국 경상남도 사천시의 면이자 현재 사천시청의 소재지이기도 하다.

## 개요
용현면은 기원전 3세기 초에 형성된 포상팔국의 하나인 사물국(사물구계의 중심지로 추정된다. 그것은 문헌상에 처음으로 보이는 사물의 연원인 동시에 그 치소가 용현면 석계리에 있었다고 전해지기 때문이다. 바다에 접한 용현은 신석기시대의 유구로 추정되는 조개무지가 송지리 및 선진리에서 발견되었고, 청동기시대의 대표적인 유물인 고인돌이 덕곡리(지방기념물 제49호)를 비롯하여 용치, 구월, 신복 등지에 산재하고 있으며, 가야시대의 고적도 선진리 및 송지리에 있음은 일찍이 많은 사람들이 살아온 흔적이다. 또한 임진왜란 때 선진리성(문화재자료 제274호)를 중심으로 해전과 육전이 벌어졌던 고전장으로 성내에는 충무공 이순신의 《사천해전 승첩기념비》가 우뚝 서 있고 성밖에 위치한 《조명군총》(지방기념물 제80호)은 당시의 치열했던 국난극복사의 현장이기도 하다. 따라서 이 고장 출신의 강수인, 신춘룡, 이안국 등 3인의 공신은 선무원종공신록에 오른 인물들이다. 또한 선진리성은 이순신 장군이 만든 거북선이 전투에 참가한 첫 해전이 있었던 곳으로 그 의미가 높다.

## 연혁
- 1895년 조선 고종 32년 사천군 중남면과 하남면으로 개칭
- 1914년 3월 1일 : 중남면과 하남면을 합하여 사천군 읍남면으로 개칭[2]
- 1931년 8월 : 읍남면을 사천군 용현면으로 개칭
- 1995년 5월 10일 : 도농통합으로 사천시 용현면이 됨[3]

## 행정 구역
- 구월리(龜月里)
- 금문리(琴文里)
- 덕곡리(德谷里)
- 선진리(船津里)
- 석계리(石溪里)
- 통양리(通洋里)
- 주문리(朱文里)
- 용치리(龍峙里)
- 온정리(溫井里)
- 신복리(新復里)
- 신촌리(新村里)
- 송지리(松旨里)

## 교육
- 용현초등학교
- 용남중학교
- 용남고등학교